# Pematang Sukaramah
Pematang Sukaramah is een bestuurslaag in het regentschap Ogan Komering Ilir van de provincie Zuid-Sumatra, Indonesië. Pematang Sukaramah telt 1478 inwoners (volkstelling 2010).